# تئاتر عروسکی دولتی ایروان
نمایش خیمه‌شب‌بازی دولتی ایروان (انگلیسی: Yerevan State Marionettes Theatre) در سال ۱۹۸۷ بنیانگذاری شد و سومین سالن نمایش خیمه‌شب‌بازی در اتحاد شوروی محسوب می‌شد. اولین اجرا بود. بین سال‌های ۱۹۹۶ تا ۲۰۰۰ این سالن نمایش بسته بود.

## رپرتوار
- "ماجراهای تام سایر" اثر اثر مارک تواین (۲۰۱۵)
- "کارلسون روی پشت بام" اثر آسترید لیندگرن (۲۰۱۴)
- "آلیس در سرزمین عجایب" اثر لوئیس کارول (۲۰۱۳)
- "سگ و گربه" اثر هوهانس تومانیان(۲۰۱۳)
- "هانسل و گرتل" اثر برادران گریم (۲۰۱۲)
- "بوراتینو" اثر آلکسیی نیکولایویچ تولستوی ۲۰۱۲
- "شاهزاده و نخود" اثر هانس کریستیان آندرسن (۲۰۱۰)
- "بندانگشتی" اثر هانس کریستیان آندرسن (۲۰۰۸)
- "نازار شجاع" اثر هوهانس تومانیان (۲۰۰۷)
- "How brave rooster won a fox" اثر is based on Russian folk tales in (۲۰۰۷)
- "King Chah-chah" اثر "The Unlucky Panos" هوهانس تومانیان (۲۰۰۷)
- "دن کیشوت" اثر میگل د سروانتس (۲۰۰۵)
- "ستاره امید" in the Biblical explanation of (۲۰۰۵)
- "You walk into the world" اثر ویلیام سارویان (۲۰۰۴)
- "Meeting mice" اثر آتابک خنکویان (۲۰۰۳)
- "شنل‌قرمزی" اثر شارل پرو (۲۰۰۲)
- "A true friend" - اثر آر. ماروخیان (۲۰۰۲)
- "Creation of Peace" based on the Bible in (۲۰۰۲)
- "Winter's Tale" - اثر آنا الباکیان (۲۰۰۰)